# Beeldende kunst

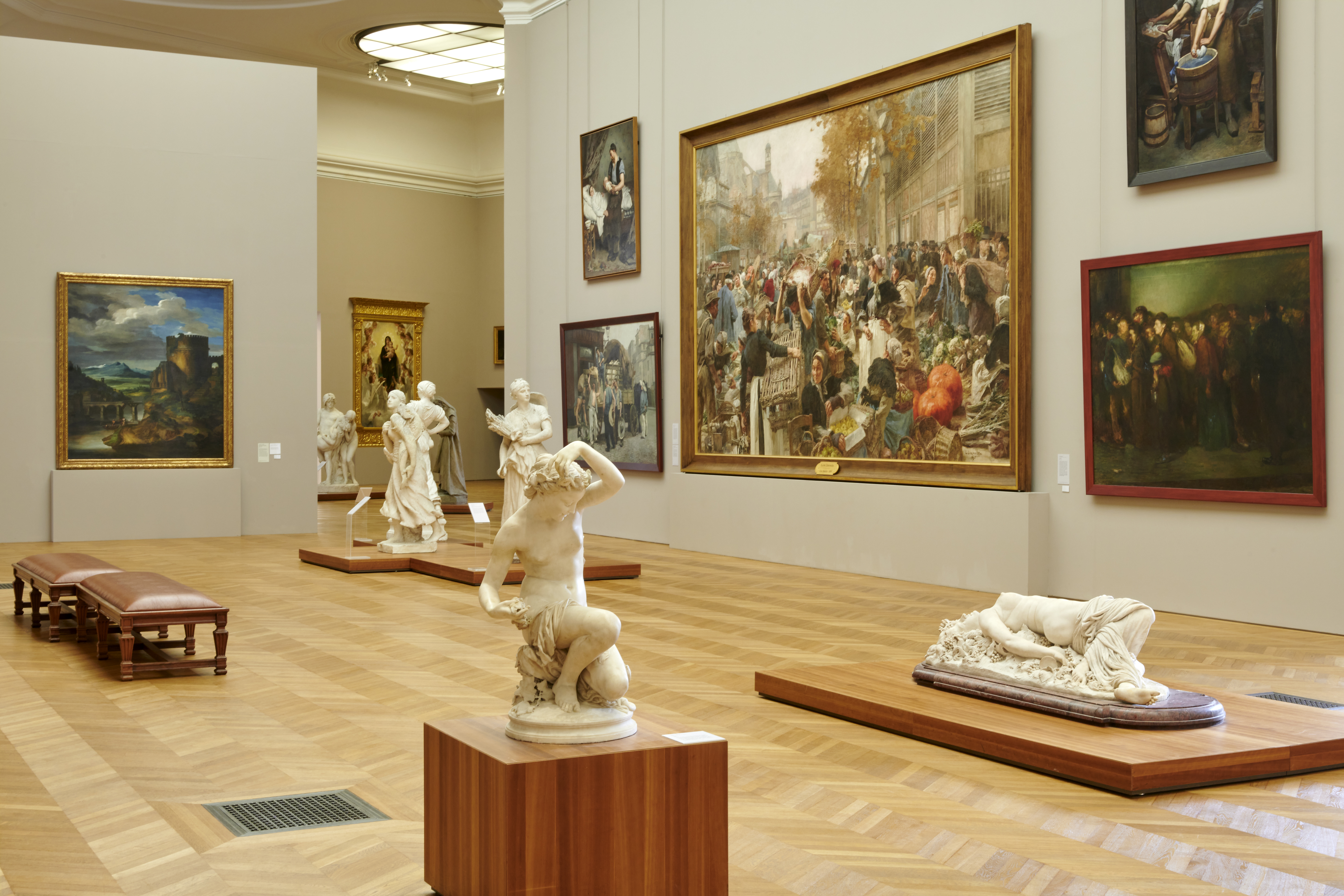
De Galerie des grands formats in het Petit Palais te Parijs, met beeldhouwkunst en schilderkunst

Beeldende kunst is de vorm van kunst waarbij de afbeelding, of het visuele, vooropstaat. De afbeelding wordt gerealiseerd, of uitgebeeld, in de vorm van een kunstobject. Een kunstobject kan een platte vorm aannemen, bijvoorbeeld een schilderij, of een ruimtelijke vorm, bijvoorbeeld een beeldhouwwerk. In Engelssprekende landen spreekt men van 'the visual arts'. Beeldende kunst wordt, met een gallicisme, ook wel plastische kunst genoemd (Frans: les arts plastiques). Plastisch betekent tastbaar, materieel; deze materialiteit staat in tegenstelling tot de abstractie van de  podiumkunsten: dans, toneel en muziek, die zich in de tijd afspelen. Beide soorten kunst geven de toeschouwer een esthetische beleving, in de vorm van een uitzonderlijke, zintuiglijke ervaring.
Beeldende kunst ontstaat vooral in het atelier maar ook op straat of in tijdelijke ruimtes, en wordt aan het publiek gepresenteerd in tentoonstellingen in musea, galeries, kunstenaarsinitiatieven, en de openbare ruimte. Minder openbaar zijn de kunstverzamelingen van instellingen, overheden en privéverzamelaars.

## Geschiedenis

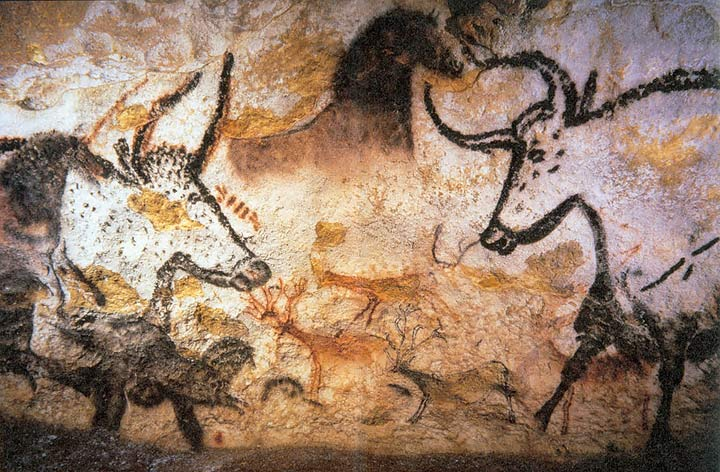
Fragmenten van een 15.000 jaar oude schildering in de grotten van Lascaux, Frankrijk.

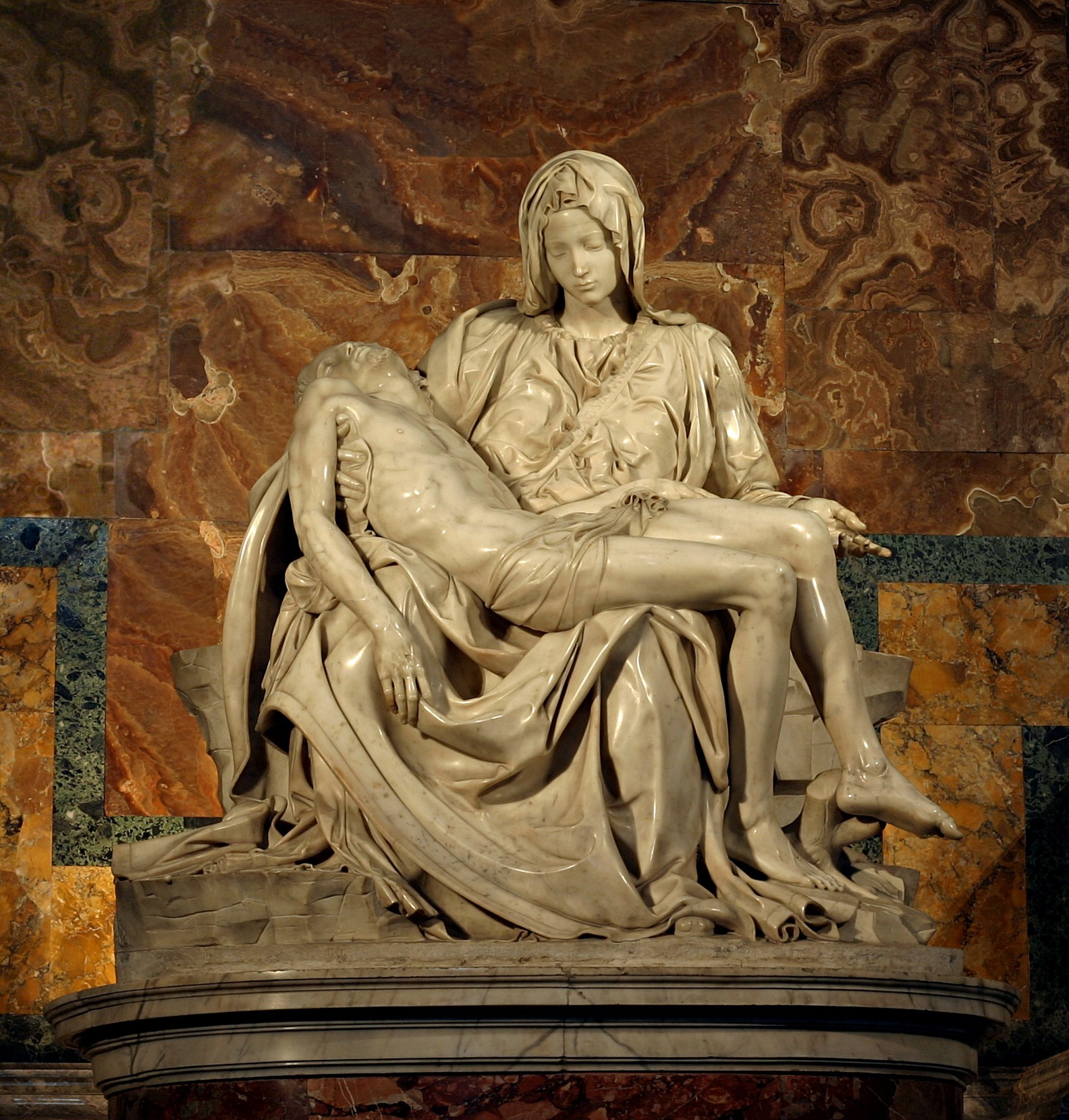
Pieta van Michelangelo, 1499. Sint-Pietersbasiliek.

Doorgaans neemt men de prehistorische kunst vanaf 40.000 jaar geleden, zoals de beschilderde grotten van Lascaux, Chauvet en de in 2019 ontdekte archeologische site op Sumatra als startpunt voor de beeldende kunstgeschiedenis.

### Antieke, moderne en hedendaagse beeldende kunst
Een beeldend kunstwerk als autonoom, opzichzelfstaand object, los van een religieuze of ideologische context, kwam op in de renaissance. Voor die periode werden de meeste kunstobjecten anoniem vervaardigd; nadien signeerden de meeste kunstenaars hun werken. Men maakt onderscheid tussen antieke of oude, moderne en hedendaagse beeldende kunst.
Met antieke kunst wordt meestal kunst uit de oudheid bedoeld. Oude of historische werken behoren tot de kunst van voor de 20e eeuw. Met moderne kunst wordt over het algemeen kunst vanaf het begin van de 20e eeuw tot ongeveer de jaren 60 aangeduid, die valt onder verschillende vernieuwende stromingen zoals het abstract expressionisme en het futurisme. Daarna spreekt men van hedendaagse kunst, en soms ook wel van actuele kunst, die zich kenmerkt door een uitwaaierende hoeveelheid verschijningsvormen en media, en een toenemend conceptualisme.

## Overzicht van verschillende vormen van beeldende kunst

Toren van Babel door Pieter Bruegel de Oude, olieverf op paneel, 1563.

### Traditionele kunstvormen

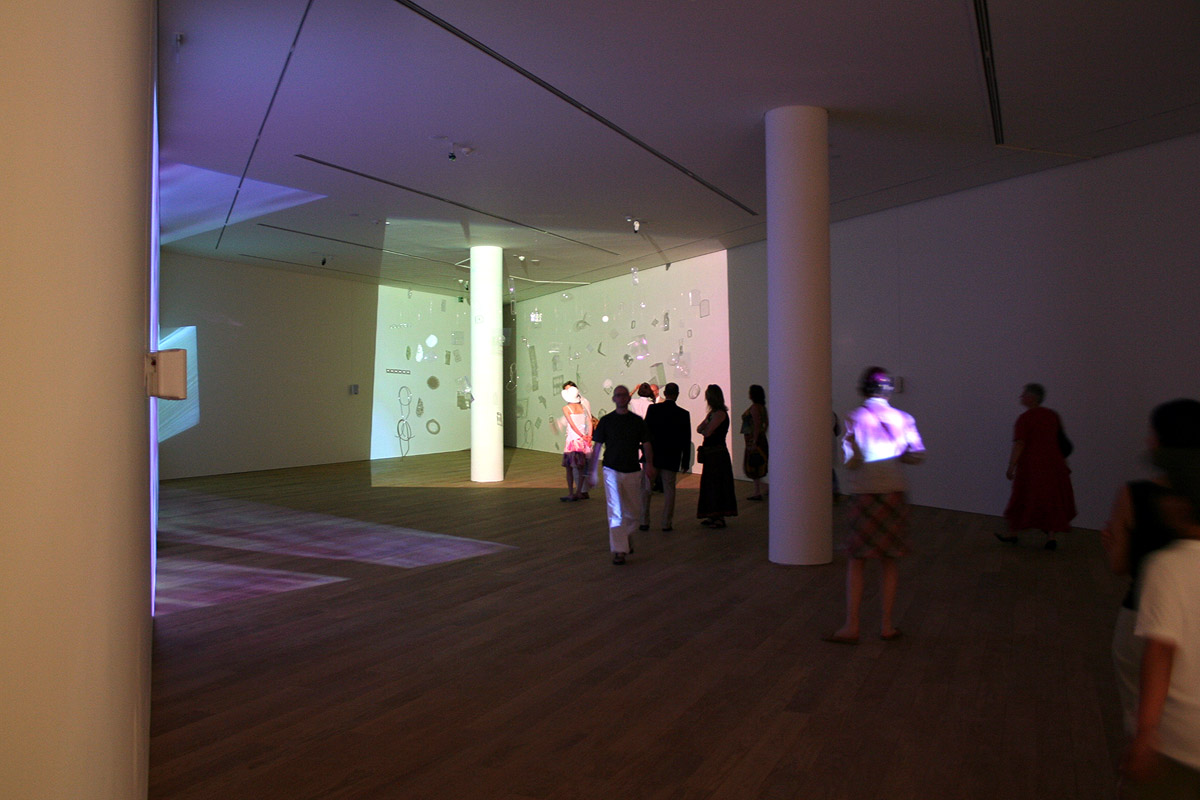
Videokunst van de Zwitserse kunstenaar Pipilotti Rist.

- Beeldhouwkunst
- Schilderkunst met:
  - eitempera
  - olieverf
  - aquarel
  - acrylverf
  - achterglasschildering
- Textielkunst, waaronder:
  - tuften
  - weven
- Prentkunst
  - etsen
  - houtdruk
  - linosnede
  - lithografie
  - monoprint
- Tekenkunst

### Nieuwe en mixed media
In de 20e eeuw ging de beeldende kunst in toenemende mate kruisbestuivingen aan met andere kunstdisciplines als muziek en performance. Ook kwamen er nieuwe media op: kunstfotografie, film en installaties.
In de hedendaagse kunst zet die trend door, wat leidt tot een verbreding van genres:
- Business-art: kunstzinnige dialoog met bedrijfsleven
- Bodyart: tatoeages, piercings, littekens, implantaten
- Collage: multiple, kunstenaarsboek, installatie, land art
- Digitale kunst: internetvormgeving, netart, animatie, virtuele werelden
- Fluxus: muziek, theater, dans, actie
- Glaskunst: glas in lood, glasblazen, glasfusing
- Happening: actie, muziek
- Internetradio: streaming media, soundscapes, audioperformances
- Mail art: xerography, artistamps, audio art, kunstenaarsboeken, performances
- Performance: theater, dans, actie, happening
- Projectie: lichtkunst, interieur- en exterieur-belichting
- Sound art: vermenging van geluid/muziek met beeldende kunst

## Kunstonderwijs

### Professioneel kunstonderwijs
Op kunsthogescholen wordt onderricht gegeven in vrije en toegepaste kunstvormen. Vormen van vrije kunst zijn bijvoorbeeld de studierichting monumentale vormgeving, waartoe beeldhouwen en schilderen behoren. Vormen van toegepaste kunst zijn bijvoorbeeld: architectuur, binnenhuisarchitectuur, industrieel design, typografie voor handelsdrukwerk boeken en tijdschriften, meubeldesign, decorontwerp.
In Nederland en België valt het kunstonderwijs onder de hogescholen en is het volgens de EU normen opgedeeld in een bachelor en mastergraad. In België is inmiddels het doctoraat in de kunsten als extra specialisatie ingeburgerd, aangeboden door kunsthogescholen in een academisch verbond met universiteiten. Voorbeelden zijn LUCA School of Arts, Brussel en de Universiteit Leuven, het KASK en de Universiteit Gent, en de KASKA en de Universiteit Antwerpen. In Nederland bestaat daarvoor het Phdarts programma van KABK (Den Haag) en de Universiteit Leiden.
Nederland heeft een aantal postacademische kunstopleidingen of ateliers, waaronder de Rijksakademie, het Sandberg Instituut en De Ateliers in Amsterdam, en de Jan van Eyck academie in Maastricht. In België bestaat het HISK in Gent.

### Voorbereidend en amateur-kunstonderwijs
België heeft een uitgebreid DKO (Deeltijds Kunstonderwijs) netwerk, met daarin een breed aanbod aan opleidingen voor jongeren en volwassenen. Ook bestaan er de Kunsthumaniora, het kunstsecundair onderwijs. In Nederland zijn er voornamelijk lokale cursussen en academies.

## De beeldende kunsthandel
De financiële waarde van beeldende kunst is afhankelijk van verschillende factoren, waarbij de esthetische waarde of het kijkplezier vaak ondergeschikt is aan de naam van de kunstenaar, de plaats van een werk in een oeuvre en de verwachtingen van de galerie en de koper.
De geldwaarde van beeldende kunst wordt vooral benadrukt wanneer het gaat om werken die recordprijzen behalen. Hier gaat het vaak om grote namen en oude meesters als Rembrandt, Vincent van Gogh of Picasso. De (internationale) kunstmarkt bestaat uit galeries, veilinghuizen en beurzen.

### Beeldende kunstbeurzen
Kunstbeurzen zijn bedoeld voor de handel in beeldende kunst. Er zijn verschillende kunstbeurzen in Nederland en België. Voor actuele kunst zijn hier de internationaal georiënteerde beurzen Art Rotterdam en Art Brussels het belangrijkste. Op de jaarlijkse kunstbeurs in de Rai, de KunstRAI, komen zo'n honderdvijftig galerieën bijeen om werken van beeldende kunst te verhandelen. Daarnaast zijn er onder meer TEFAF in Maastricht, BRAFA in Brussel en Art & Antiques in 's-Hertogenbosch voor kunsthistorische objecten en moderne kunst. Unseen is een beurs in Amsterdam die zich vooral op fotografie richt, terwijl Art on Paper in Brussel voor tekeningen bedoeld is.
Vaak worden tijdens grotere kunstbeurzen in de nabije omgeving ook kleinere, minder commerciële beurzen opgezet, zoals de Affordable Art Fair in Amsterdam en Brussel.
Er zijn ook kunstbeurzen waaraan kunstenaars kunnen deelnemen zonder vertegenwoordigd te zijn door een galerie. De grootste organisator van deze beurzen is De Kunst Collega's. Zij organiseren beurzen als de Annual Dutch Art Fair, de EuropArtFair, Art Eindhoven, Art Arnhem en de Brabant Art Fair. Daarnaast is een van de oudste kunstbeurzen waaraan kunstenaars zélf kunnen deelnemen georganiseerd door Stichting Kunstweek. Deze kunstbeurs heeft als naam de Nationale Kunstdagen en vindt jaarlijks plaats in de Beursfabriek in Nieuwegein.

### Manifestaties
Om de hedendaagse beeldende kunst naar een breder publiek te promoten organiseren sommige steden jaarlijks manifestaties, zoals het Amsterdam Art Weekend, het Antwerp Art Weekend en de Brussels Art Days. In veel steden worden in de zomer laagdrempelige kunstmarkten en braderieën gehouden waar regionaal werkende kunstenaars en ambachtslieden zelf hun oeuvre presenteren en verkopen.
Een alternatief voor de grote kunstbeurzen waarin de kunsthandel centraal staat, was de door het Sandberg Instituut in het leven geroepen Kunstvlaai, die tussen 2007 en 2012 elk jaar plaatsvond; dit was een samenwerking en presentatie van kunstenaarsinitiatieven.
De oudste tweejaarlijkse internationale kunstmanifestatie is de Biënnale van Venetië.

## Beeldende kunst en inkomen
Slechts een zeer klein deel van de professionele kunstenaars kan leven van het eigen werk. De meeste carrières zijn alleen leefbaar door verschillende financiële bronnen aan te boren om zich te verzekeren van een inkomen, inclusief voldoende middelen om opnieuw te investeren in hun kunstpraktijk. Kunstenaars geven les, voeren (toegepaste) opdrachten uit, maken collectief werk of combineren tijdelijk werk of zelfstandig ondernemerschap met hun kunstenaarschap.
Vanaf de jaren vijftig tot 1984 was er in Nederland de Beeldende Kunstenaars Regeling (BKR). Deze werd van 2005 tot 2012 opgevolgd door de Wet werk en inkomen kunstenaars (WWIK). Professionele kunstenaars zijn in de mogelijkheid om gestimuleerd en ondersteund te worden door middel van stipendia, werkbeurzen en geldprijzen van verschillende fondsen, zoals het Mondriaan Fonds (voorheen het Fonds BKVB) in Nederland, en Kunsten en Erfgoed in Vlaanderen.
Sinds 2017 bestaat in Nederland een reglement kunstenaarshonoraria, waarin een richtlijn is opgenomen voor tentoonstellingsvergoedingen voor kunstenaars.
In verhouding tot België telt Nederland minder privéverzamelaars voor beeldende kunst. Wel zijn er meerdere grote bedrijfscollecties, soms ondergebracht in een stichting. In Vlaanderen wordt relatief meer kunst verzameld door particulieren die hun kunstverzameling uitbouwen. Dit kan gebeuren door een kunstwerk te kopen in een galerie of direct in het atelier van de kunstenaar. In Nederland bestaat een systeem van kunstuitleen en centra voor beeldende kunsten (CBK's), waar schilderijen, beelden en grafiek kunnen worden bekeken, geleend en gekocht.

## Beeldend kunstenaars in de media

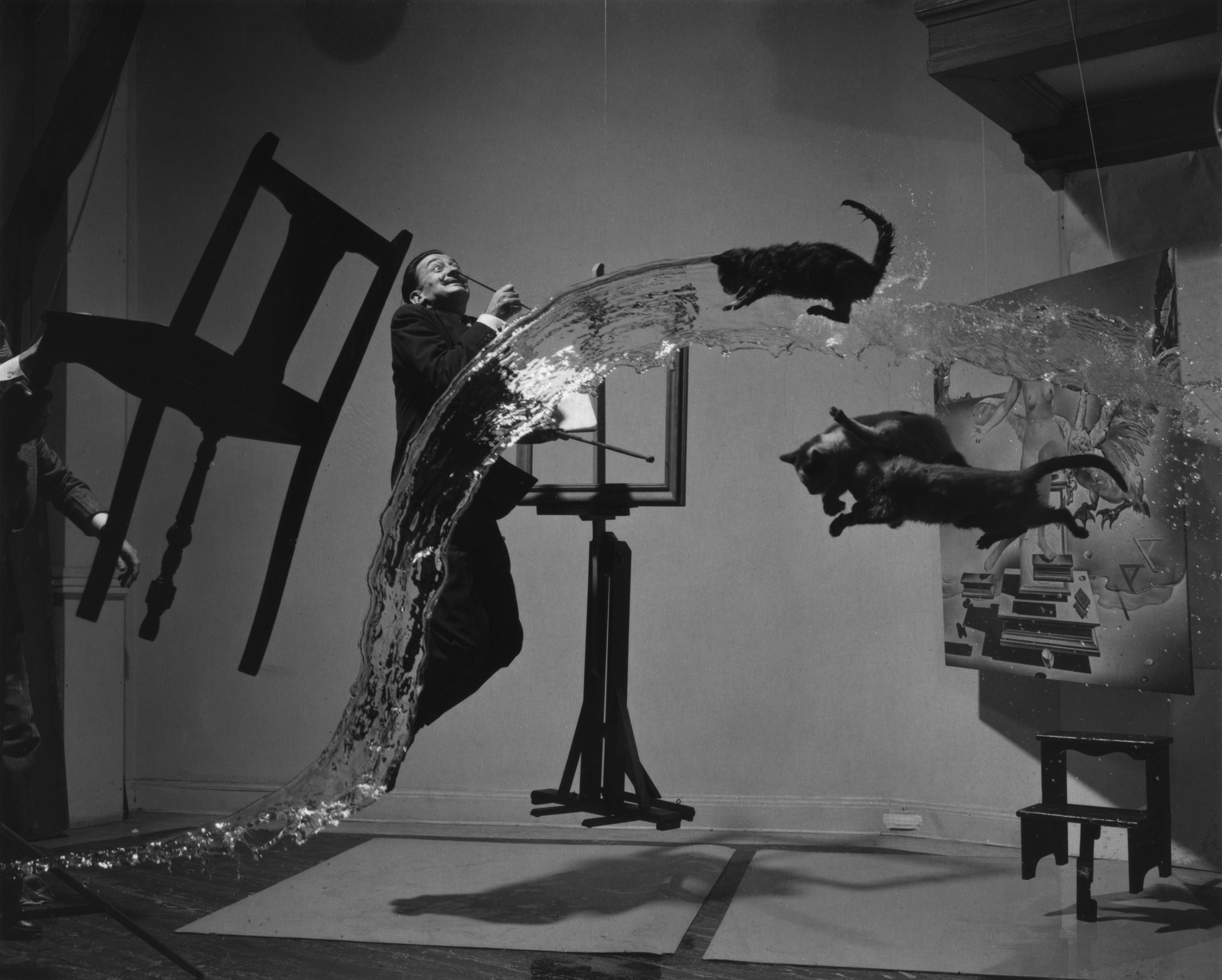
Dali Atomicus, 1948. Samenwerking tussen Salvador Dali en fotograaf Philippe Halsman.

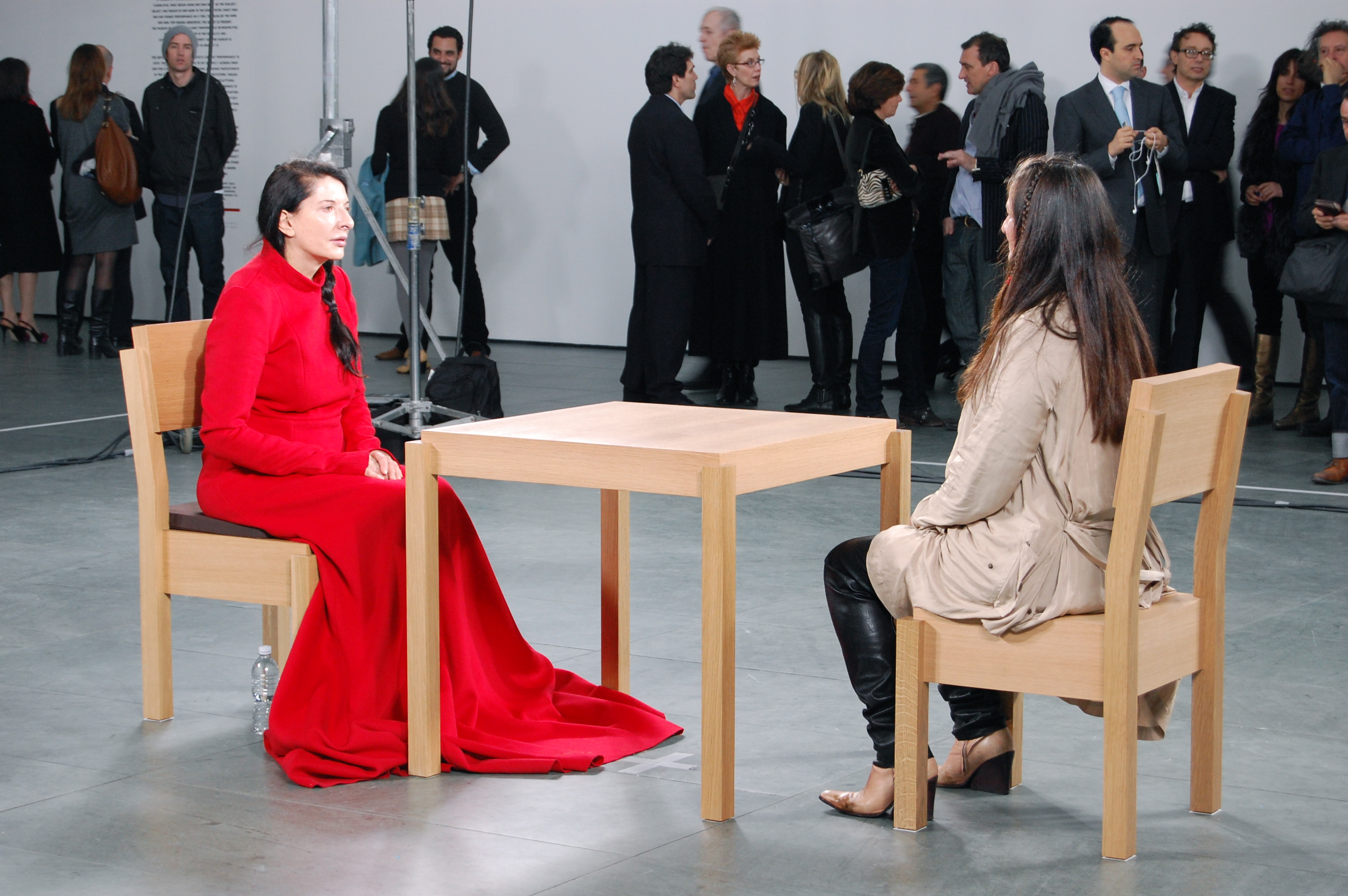
Marina Abramović, performance The Artist is Present, 2010, Museum of Modern Art, New York.

Wim T. Schippers verwierf bekendheid met performances, en het maken van televisieprogramma's (Hoepla, We zijn weer thuis) en theaterstukken (Going to the Dogs). Schilder Anton Heyboer werd bekend omdat hij op een boerderij met vijf vrouwen woonde; hij kwam daarmee regelmatig in de krant. Schilder Rob Scholte verloor in 1994 zijn benen bij een aanslag. Herman Brood en Bennie Jolink waren oorspronkelijk opgeleid aan een kunstacademie, voordat zij een muziekcarrière begonnen.
Roger Raveel was een van de beroemdste hedendaagse schilders van België: hij had een museum in Machelen-aan-de-Leie. Luc Tuymans en Michaël Borremans behoren tot de bekendste Vlaamse kunstenaars: hun werken halen hoge prijzen op de internationale kunstmarkt. In Nederland is Marlene Dumas een van de topkunstenaars.
In Duitsland werd Joseph Beuys beroemd met performances en installaties. Hij stond kandidaat in de politiek voor de groene partij. Hij is de uitvinder van de 'verruimde kunstopvatting' (erweiterte Kunstbegriff). Friedensreich Hundertwasser liet bomen boven op de door hem bedachte huizen groeien.
In de Verenigde Staten was Andy Warhol in de jaren zestig toonaangevend. Hij werkte met de The Velvet Underground, maakte films en was later zelf acteur in reclamespotjes op de televisie. Salvador Dali is nog steeds een zeer geliefd schilder van het surrealisme. Performancekunstenaar Marina Abramović werkte samen met popster Jay-Z.
Het werk van Christo en Jeanne-Claude komt vaak in de media door het inpakken van bruggen, eilanden en gebouwen, zoals het Rijksdaggebouw. Spencer Tunicks werk wordt geassocieerd met zijn installaties van vele duizenden naakte mensen.

## Druktechnieken en gerelateerde technieken
- Diepdruk ets, houtgravure, kopergravure, staalgravure
- Druktechniek rotaprint, offsetdruk
- Fotografie daguerrotype, zilvergelatinedruk
- Hoogdruk linosnede, houtsnede
- Houtgravure boekillustratie, gelegenheidsgrafiek
- Houtsnede 'houtsnijkunst'
- Tekenkunst lineaire kunst
- Typografie affiches, boeken, drukwerk
- Videokunst installaties, ambiant-art, projecties
- Vlakdruk offsetdruk, stencil, lithografie

## Materialen en technieken
- Aquarel
- Animatie (media)
- Brons
- Conceptuele kunst
- Digitale kunst
- Ets
- Fotografie
- Glas
- Inkt
- Illustratie
- Installatie (kunstwerk)
- Katoen
- Keramiek
- Klei
- Kunstenaarsboek
- Landschap
- Linnen
- Miniatuur
- Natuursteen
- Olieverf
- Papier
- Pen
- Portret
- Potlood
- Schilderij
- Topografische kaart
- Videokunst